# Бофилл, Рикардо
Рика́рдо Бофи́лл (также Бофилл-Леви исп. Ricardo Bofill Leví; 5 декабря 1939, Барселона — 14 января 2022) — испанский (каталонский) архитектор, который черпал вдохновение для своих масштабных постмодернистских проектов в идеях мастеров классицизма — Палладио, Мансара и Леду.
Его «визитные карточки» — аэропорт и здание Национального театра Каталонии в Барселоне, головные офисы компаний Cartier и Christian Dior в Париже, небоскрёбы Shiseido Building яп. 東京銀座資生堂ビル в Токио и Dearborn Center в Чикаго.
Отец — каталонский республиканец, проектировщик и строитель, мать — итальянская еврейка.

## Образование
Учился в Барселонском французском лицее (Lycée Français de Barcelone).
Учился в Школе архитектуры Барселонского университета (Barcelona School of Architecture), но за участие в марксистских демонстрациях был исключён из университета и бежал в Швейцарию. Учился в Университете изобразительных искусств Женевы.

## Карьера
В возрасте семнадцати лет Рикардо Бофилл создал свой первый проект — летний дом на Ибице.
В 1962 году основал «Тальер де аркитектура» («Taller de Arquitectura») в Барселоне совместно с архитектором Мануэлем Нуньес-Яновским, который в 1978 году покинул бюро и основал в 1981 году собственную мастерскую в Париже. За 50 лет «Taller de Arquitectura» разработала более 1000 проектов в 56 странах мира.
В результате экономического кризиса и напряженной политической ситуации в Испании в 1971 году Бофилл открыл второй офис в Париже. С 1979 года работал в основном во Франции.
С 2000 года штаб-квартира «Taller de Arquitectura» снова в Барселоне, а само бюро по-прежнему семейный бизнес. Несмотря на то, что архитектор работает над всеми типам проектов — от типовых до роскошных, — основной фокус сохраняется на социальном жилье.

## Работа в Европе
Впервые Бофилл привлёк международное внимание кубистическим проектом гостиницы «Замок Кафки» в Аликанте (1968). Французский президент Валери Жискар д’Эстен, считавший Бофиля « величайшим архитектором мира», в 1975 году привлёк его к реконструкции парижского квартала Ле-Аль, однако архитектурные идеи испанца (возведение «Версаля для масс») натолкнулись на сопротивление парижского мэра Жака Ширака, который обвинил Бофиля в гигантомании и отстранил его от участия в проекте.
В 1973—1975 годах заброшенный с XIX века цементный завод был превращён в комплекс La Fabrica. На месте основного здания завода, лежавшего в руинах, около 30 бункеров, подземных галерей и садов появились офисы, мастерские, лаборатории, архивы, огромный выставочный зал The Cathedral, используемый для проведения совещаний, выставок, концертов, а также квартира Бофиля и комнаты для гостей.
В 1977 году началось строительство района Антигона (Antigone) на месте бывших казарм Жоффре — серия грандиозных неоклассических структур с использованием классических мотивов, таких как фронтоны и пилястры. Хотя это панельный жилой комплекс, он не выглядит однообразным или унылым. Район расположен между историческим центром города Монпелье (Франция) и реки Лез.

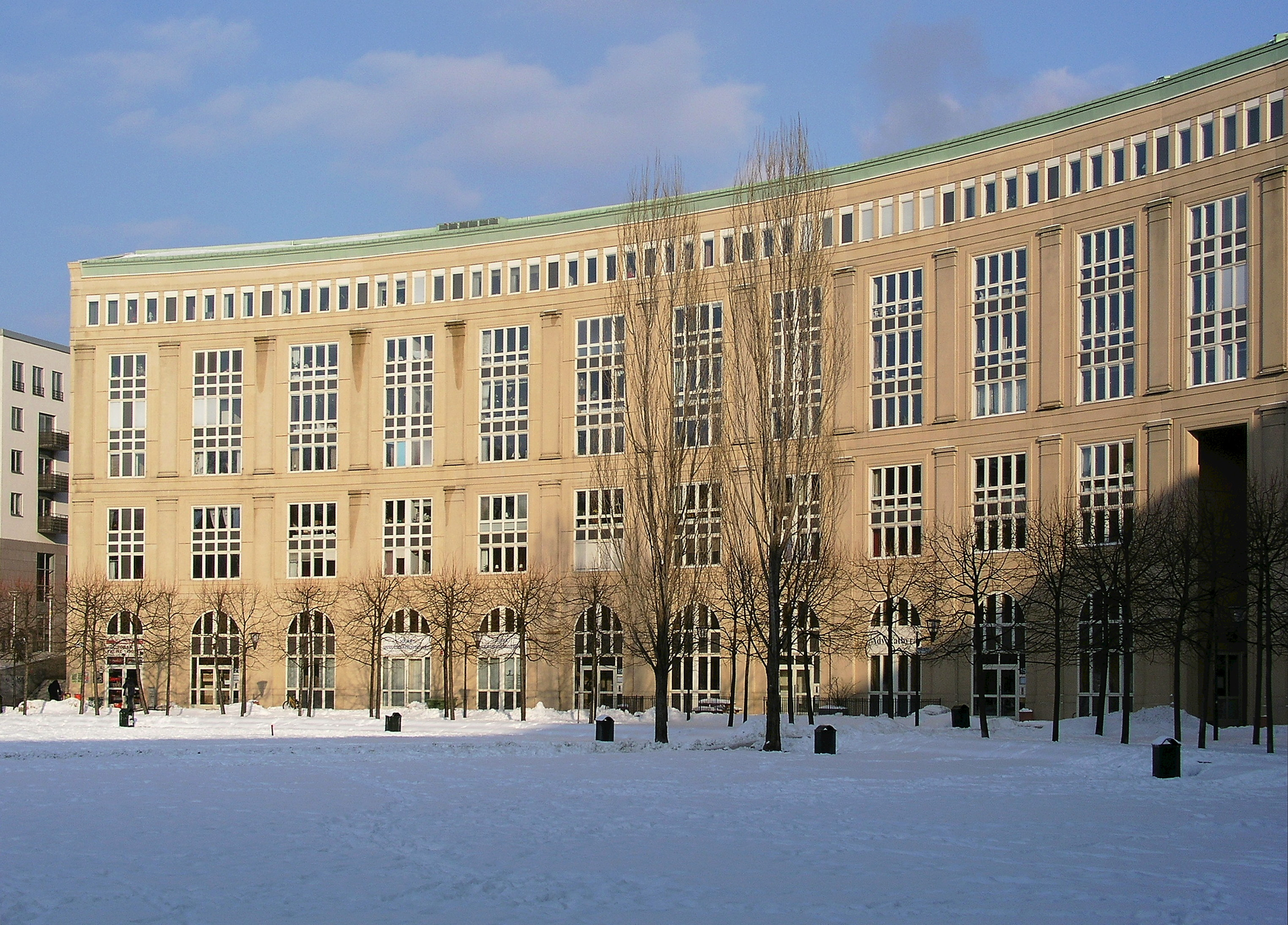
Спроектированный Бофилем жилой дом в Стокгольме (1991—1992)

В 1978 году занимался проектом реконструкции храма Сантуарио-де-Меричель в Андорре — в 1972 году во время народных гуляний построенный в XVII веке храм сгорел. В процессе реконструкции специалисты бюро Ricardo Bofill Taller de Arquitectura следовали историческим традициям романской архитектуры, но при этом предложили новую архитектурную концепцию объекта.
В 1983 году Бофилл спроектировал для Парижа жилой комплекс «Пространства Абраксаса» («Les Espaces d’Abraxas»), который «снимался» в ряде фильмов и клипов, в том числе в «Бразилии» Терри Гиллиама.

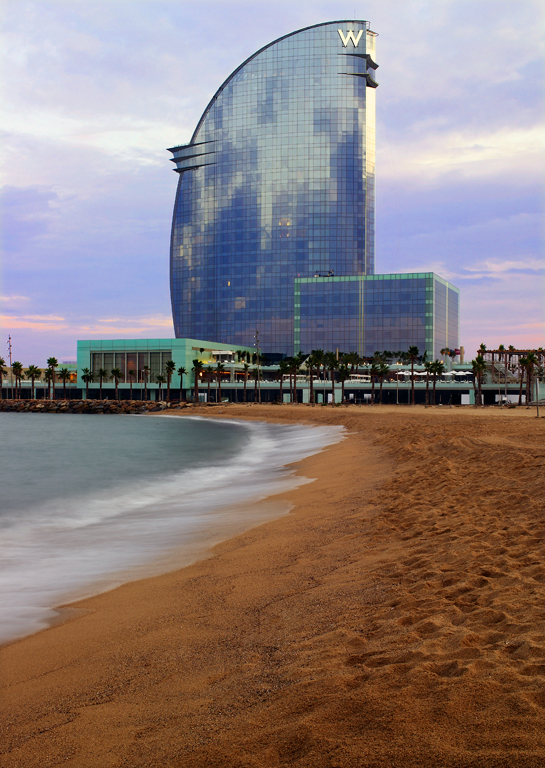
Hotel W в Барселоне

В преддверии Олимпийских игр 1992 года Бофилл участвовал в проектировании олимпийских сооружений в своём родном городе, а также работал над терминалами и диспетчерскими аэропорта Барселоны. В этом году спроектированный им аэропорт Барселоны был признан лучшим Европейской ассоциацией аэропортов. Новый терминал аэропорта был спроектирован также мастерской Бофиля.
В 2009 году по проекту Бофиля построен Hotel W в Барселоне — 26-этажная достопримечательность в форме стеклянного паруса на набережной Nova Bocana.

## Работа в России
Первый проект Бофилл пытался реализовать в Советском Союзе в конце 1980-х годов, но в процессе работы над проектом у французского инвестора возникли проблемы с финансированием. На месте, отведенном для проекта, позже был построен «Смоленский Пассаж».
В 2007 году выиграл конкурс на строительство Дворца конгрессов в Стрельне близ Санкт-Петербурга.
В Петербурге также построен по проекту Бофиля жилой комплекс «Александрия» на Новгородской улице, строится ЖК «Смольный проспект».
По проекту Рикардо Бофиля планировалось строить новый терминал аэропорта Большое Савино города Перми, но от этой идеи отказались.
В феврале 2012 года вошёл в число участников комиссии по разработке концепции развития Московской агломерации — Бофилл предложил трансформировать Новую Москву в умный мегаполис.
В 2013 году начался проект создания на месте бывшего кинотеатра «Ленинград» кабаре в Таврическом саду Петербурга. Проект перестройки построенного в 1958 году панорамного кинотеатра разрабатывал Рикардо Бофилл, здание нового шоу-пространства «Ленинград Центр» открылось 25 декабря 2014 года.
Также в 2013 году началось строительство жилого комплекса «Новоорловский» по проекту Рикардо Бофилла на севере Петербурга.
В 2014 году в районе подмосковной деревни Елино стартовал проект «Flight City» (первоначальное название — «Media City»), разработанный архитектурной мастерской Рикардо Бофилла по заказу «СУ-155», — один из немногих авторских проектов экономкласса работы иностранных архитекторов в России. Также в 2014 году началось строительство ЖК «Sky City» (первоначальное название — «High City») на территории бывшей промзоны в Останкинском районе Москвы.
Разработал проект серии панельных многоквартирных домов по заказу Москвы. Несколько домов построены в Москве компанией ПИК.
Скончался 14 января 2022 года от последствий COVID-19.